# Terapia de esquemas
La terapia de esquemas, terapia centrada en esquemas o terapia cognitiva centrada en esquemas es un modelo psicoterapéutico desarrollado por el psicólogo estadounidense Jeffrey Young (n. 1950) para su uso en el tratamiento de los trastornos de la personalidad y trastornos crónicos del Eje I, por ejemplo, cuando los pacientes no responden o tienen recaídas después de haber sido tratados con otras terapias (por ejemplo, la terapia cognitivo-conductual tradicional). La terapia de esquemas es una nueva psicoterapia integrativa que combina la teoría y las técnicas de las terapias existentes, incluyendo la terapia cognitivo-conductual, las relaciones objetales del psicoanálisis, la teoría del apego, y la terapia Gestalt.
El proceso terapéutico de la terapia de esquemas dura unas 35 sesiones o más, dependiendo su duración de la dificultad del caso tratado.
Al contrario que las terapias cognitivo-conductuales que se centran en los pensamientos disfuncionales, las distorsiones cognitivas y los supuestos adyacentes, la terapia de esquemas pretende actuar en el nivel más profundo de la cognición: los esquemas desadaptativos tempranos. Estos esquemas, que se desarrollan durante la infancia, son estables y duraderos. Se refieren a uno mismo y las relaciones con los demás; y al contar con una alta carga afectiva o emocional sirven como directrices para el procesamiento de las experiencias posteriores. Los esquemas más significativos son:
- el miedo al abandono y a la pérdida
- el temor a perder el control emocional
- la culpa excesiva
- la privación emocional
- la escasa autodisciplina